# Trattato di Nemours
Il trattato di Nemours venne firmato nell'omonima località il 7 luglio 1585 tra Enrico III di Francia e la Lega cattolica: tramite esso, il re si impegnava a riconoscere ufficialmente la Lega e la sua organizzazione militare e revocava gli editti di tolleranza nei confronti degli ugonotti e dei protestanti in generale.